# 岳虞詢
岳虞詢（1561年—？年），號四門，四川保寧府巴州南江縣人。明朝政治人物。

## 生平
岳飛二十一世孫。难江（今南江）知縣岳之震之五世孙。萬曆十年（1582年）壬午科四川鄉試舉人，二十年（1592年）壬辰科第三甲第二百九名進士。刑部觀政，二十二年授任河南上蔡縣知縣。万历二十四年（1596年），洪水冲垮城墙一百六十余丈，岳虞询命人修补完善。同年听降。

## 家族
曾祖岳鳳翔；祖岳東；父岳一麟，廪生。